# Siniotrochus spiculifer
Siniotrochus spiculifer is een zeekomkommer uit de familie Myriotrochidae.
De wetenschappelijke naam van de soort werd in 1981 gepubliceerd door George M. Belyaev & Alexander N. Mironov.